# Tichel

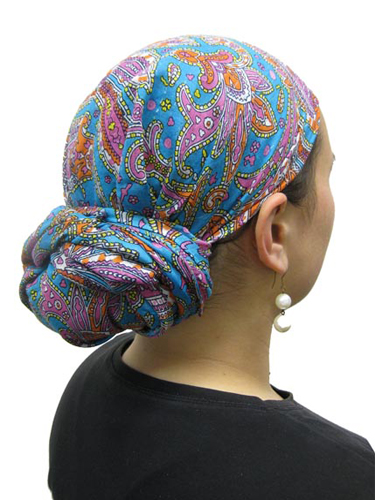
Tijel.

Tijel (en yidis: טִיכֵל), también llamado mitpajat (en hebreo: מִטְפַּחַת), es el nombre del pañuelo o velo que usan las mujeres judías ortodoxas casadas, en cumplimiento de un código de modestia y recato conocido como tzniut, que requiere que las mujeres judías ortodoxas casadas cubran su cabello en público. 
Los tijelim pueden ir desde un simple pañuelo de algodón atado en la parte posterior de la cabeza, hasta pañuelos elaborados con varios tipos de tela y atados con diferentes técnicas.
La palabra yidis "tijel" es un diminutivo de la palabra alemana "Tüjel" que significa literalmente "telita". Después de la ceremonia de la boda, los judíos ortodoxos creen que la esposa solo debe mostrar el cabello a su marido.
La Mishná en el tratado Ketubot (7:6), establece que cubrirse el cabello es un precepto de origen rabínico. El tratado discute varios comportamientos que pueden ser motivo de divorcio en el judaísmo ortodoxo; tales como "salir de casa con el cabello descubierto y conversar con otro hombre", y dice que este comportamiento es una violación de la ley rabínica judía. El recato en el vestir es un precepto rabínico respetado por la mujer judía.
En el Talmud de Babilonia, en concreto en el tratado talmúdico de Berajot 24a, los rabinos definen el cabello de la mujer como algo sumamente erótico, y por lo tanto, prohíben a todos los hombres judíos ortodoxos rezar frente al cabello descubierto de una mujer.